# Tedros Adhanom Ghebreyesus
Tedros Adhanom Ghebreyesus (ge'ez: ቴዎድሮስ አድሓኖም ገብረኢየሱስ), född 3 mars 1965 i Asmara, Kejsardömet Etiopien (numera i Eritrea), är en etiopisk mikrobiolog, malariaforskare och politiker. Sedan 2017 är han generaldirektör för Världshälsoorganisationen (WHO). Mellan 2005 och 2012 var han hälsominister i Etiopien och mellan 2012 och 2016 var han landets utrikesminister.
Han har tidigare lett den globala fonden mot aids, tuberkulos och malaria.
Den 19 november 2020 anklagades Tedros Adhanom Ghebreyesus av Etiopiens arméstabschef, general Berhanu Jula för att stödja upproret i Tigrayregionen, vilket han förnekar.